# Бэшем, Крис
Кристофер Пол Бэшем (англ. Christopher Paul Basham; родился 20 июля 1988, Хебберн, Англия) — английский футболист, выступавший на позиции защитника и полузащитника.

## Карьера
Бэшем был игроком молодежной команды «Ньюкасл Юнайтед», однако, покинул клуб в возрасте шестнадцати лет. Вскоре после этого он присоединился к «Болтон Уондерерс», где он подписал свой первый профессиональный контракт с клубом, подписав его сроком на два года. В ноябре 2006 года Бэшем присоединился к клубу национальной конференции «Стаффорд Рейнджерс» сроком на месяц, дебютировав 25 ноября в домашней ничьей с «Сент-Олбанс Сити», закончившейся со счетом (2:2). После четырёх выступлений за «Рейнджерс», Бэшем вернулся в "Болтон", когда срок его аренды истёк. Первого февраля 2008 года отправляется в аренду в клуб «Рочдейл», 2 лиги Англии. Провёл в аренде полгода, сыграл 13 матчей и отдал 1 голевую передачу, вернулся обратно в «Болтон» первого мая 2008 года. За последующие два года и два месяца выступления за «Болтон» провёл 25 матчей и уже первого июля 2010 года был куплен клубом «Блэкпул». Сумма компенсации составила 1,40 миллионов €, на момент перехода игрок стоил 1 миллион €.
В «Блэкпуле» Бэшем стал ключевым игроком и сыграл решающую роль в их продвижении в Премьер-лигу в сезоне 2010–2011 годов. Он впечатлял своей универсальностью, играя на позиции полузащитника, нападающего и даже правого защитника. После вылета "Блэкпула" Бэшем присоединился к «Шеффилд Юнайтед» свободным агентом. Под руководством Криса Уайлдера он зарекомендовал себя как жизненно важный игрок для команды. Первоначально Бэшам выступал в качестве полузащитника, но позже превратился в центрального защитника в системе защиты из трёх человек. Он продемонстрировал свою универсальность и адаптируемость, внося свой вклад как в обороне, так и в нападении благодаря своим сильным отборам, способностям в воздухе и мастерству забивания голов.
Бэшем сыграл значительную роль в продвижении «Шеффилд Юнайтед» в Премьер-лигу в сезоне 2018–2019. В следующих сезонах он продолжал совершенствоваться, впечатляя болельщиков и экспертов своей стабильной игрой. Он сыграл ключевую роль в уверенной оборонительной игре команды и способствовал ее достойному девятому месту в сезоне Премьер-лиги 2019–2020 годов.
Известный своей скоростью работы, решимостью и целеустремленностью на поле, Бэшем стал любимцем болельщиков «Шеффилд Юнайтед». Он продемонстрировал свою лояльность, подписав продление контракта с клубом, что ещё больше укрепило его место в качестве неотъемлемой части команды.